# Christelle Giroud
Pour les articles homonymes, voir Giroud.
Christelle Giroud, née le 21 juin 1973, est une gymnaste française, dans la discipline du tumbling.

## Palmarès (tumbling)

### Championnats du monde
- Championne du monde par équipes  1990/1994 ;
- Vice-championne du monde 1994 ;

### Championnats d'Europe
- Championne d'Europe par équipe 1991[2]